# Municipio de Wayne (condado de Bollinger)
El municipio de Wayne (en inglés: Wayne Township) es un municipio ubicado en el condado de Bollinger en el estado estadounidense de Misuri. En el año 2010 tenía una población de 1299 habitantes y una densidad poblacional de 4,61 personas por km².

## Geografía
El municipio de Wayne se encuentra ubicado en las coordenadas 37°7′1″N 90°5′17″O / 37.11694, -90.08806. Según la Oficina del Censo de los Estados Unidos, el municipio tiene una superficie total de 281.99 km², de la cual 276,29 km² corresponden a tierra firme y (2,02 %) 5,7 km² es agua.

## Demografía
Según el censo de 2010, había 1299 personas residiendo en el municipio de Wayne. La densidad de población era de 4,61 hab./km². De los 1299 habitantes, el municipio de Wayne estaba compuesto por el 99,31 % blancos, el 0,15 % eran asiáticos y el 0,54 % eran de una mezcla de razas. Del total de la población el 0,69 % eran hispanos o latinos de cualquier raza.